# Dháfni (ort i Grekland, Grekiska fastlandet)
Dháfni (Dafni) är en ort i Grekland.   Den ligger i prefekturen Fthiotis och regionen Grekiska fastlandet, i den centrala delen av landet, 160 km nordväst om huvudstaden Aten. Dháfni ligger 1 077 meter över havet och antalet invånare är 104.
Terrängen runt Dháfni är bergig österut, men västerut är den kuperad. Runt Dháfni är det mycket glesbefolkat, med 4 invånare per kvadratkilometer. Närmaste större samhälle är Spercheiáda, 17,3 km norr om Dháfni. 